# 57th Street – Seventh Avenue (métro de New York)
57th Street – Seventh Avenue est une station souterraine express du métro de New York située dans le quartier de Midtown, à Manhattan. Elle est située sur l'une des lignes (au sens de tronçons du réseau) principales, la BMT Broadway Line (métros jaunes) issue du réseau de l'ancienne Brooklyn-Manhattan Transit Corporation (BMT). Sur la base des chiffres 2012, la station, située au pied du Carnegie Hall, était la 35e plus fréquentée du réseau sur un total de 461.
Au total, trois services y circulent :
- les métros N et Q y transitent 24/7 ;
- la desserte R s'y arrête tout le temps, sauf la nuit (late nights).